# Циммерман, Уокер
Уокер Дуэйн Циммерман (англ. Walker Dwain Zimmerman; 19 мая 1993, Лоренсвилл, Джорджия, США) — американский футболист, защитник клуба «Нэшвилл» и сборной США.

## Клубная карьера
В январе 2011 года Циммерман поступил в Фёрмановский университет. Играл за университетскую футбольную команду в Национальной ассоциации студенческого спорта.
3 января 2013 года лига MLS объявила о подписании с Циммерманом контракта по программе Generation Adidas, и на Супердрафте MLS, состоявшемся 17 января, он был выбран в первом раунде под седьмым номером клубом «Даллас». Его профессиональный дебют состоялся 11 мая в матче против «Ди Си Юнайтед». 22 июня в поединке против «Спортинга Канзас-Сити» Уокер забил свой первый гол в профессиональной карьере.
10 декабря 2017 года Циммерман перешёл в новообразованный клуб «Лос-Анджелес» за $250 тыс. общих и $250 тыс. целевых распределительных средств. За новую франшизу MLS он дебютировал 7 апреля 2018 года в матче против «Атланты Юнайтед». 13 мая в матче против «Нью-Йорк Сити» он забил свой первый гол за «Лос-Анджелес». 15 января 2019 года Циммерман подписал с «Лос-Анджелесом» новый четырёхлетний контракт. Он был отобран для участия в Матче всех звёзд MLS 2019, в котором звёздам MLS противостоял испанский «Атлетико Мадрид». По итогам сезона 2019 Циммерман был включён в символическую сборную MLS.
В 2019 году Циммерман на общественных началах ассистировал главному тренеру футбольной команды Калифорнийского университета в Лос-Анджелесе.
11 февраля 2020 года Циммерман перешёл в клуб-новичок MLS «Нэшвилл» за $950 тыс. общих распределительных средств и место иностранного игрока в сезоне 2020 с возможной доплатой ещё $150 тыс. в зависимости от достижения игроком определённых показателей. Циммерман стал автором первого гола в истории «Нэшвилла» в MLS, поразив ворота «Атланты Юнайтед» в матче стартового тура сезона 29 февраля. 10 августа 2020 года Циммерман продлил контракт с «Нэшвиллом» до конца 2023 года с опцией ещё на один год. По итогам сезона 2020 он был назван защитником года и второй год подряд был включён в символическую сборную. По итогам сезона 2021 во второй раз был назван защитником года в MLS и в третий раз был включён в символическую сборную MLS. 29 апреля 2022 года Циммерман продлил контракт с «Нэшвиллом» до конца сезона 2025, получив статус назначенного игрока. По итогам сезона 2022 в четвёртый раз подряд был включён в символическую сборную MLS.

## Международная карьера
За сборную США Циммерман дебютировал 3 февраля 2017 года в товарищеском матче против сборной Ямайки. 28 мая 2018 года в товарищеском матче со сборной Боливии он забил свой первый гол за американскую сборную.
Циммерман был включён в состав сборной США на Золотой кубок КОНКАКАФ 2019.
Был включён в состав сборной на Золотой кубок КОНКАКАФ 2021. В матче заключительного тура группового этапа турнира против сборной Канады получил растяжение подколенного сухожилия и перед стадией плей-офф был выведен из состава.

## Достижения
Командные
 «Даллас»
- Победитель регулярного чемпионата MLS: 2016
- Обладатель Открытого кубка США: 2016

 «Лос-Анджелес»
- Победитель регулярного чемпионата MLS: 2019

 сборная США
- Обладатель Золотого кубка КОНКАКАФ: 2021
- Серебряный призёр Золотого кубка КОНКАКАФ: 2019

Индивидуальные
- Участник Матча всех звёзд MLS: 2019, 2021, 2022
- Член символической сборной MLS: 2019, 2020, 2021, 2022
- Защитник года в MLS: 2020, 2021